# 글렌 혹은 글렌다

《글렌 혹은 글렌다》(영어: Glen or Glenda)는 에드 우드가 각본, 감독, 주연을 맡은 1953년 독립 엑스플로이테이션 영화이다. 대니얼 데이비스라는 이름으로 크레디트에 올라간 에드 우드와 우드의 당시 여자친구인 덜로리스 풀러, 그리고 벨라 루고시 등이 출연하였다. 일부 극장에는 I Led Two Lives→나는 두 개의 삶을 살았다와 I Changed My Sex→나는 내 성별을 바꿨어라는 제목으로 선판매되었다.
이 영화는 크로스드레싱과 복장 도착에 대한 다큐드라마로, 사실상 준자전적인 영화라고 할 수 있으며 크로스드레서였던 우드의 관용에 대한 요구이기도 하다. 역대 최악의 영화 중 하나로 꼽히지만, 저예산 제작과 특유의 스타일로 컬트 영화로 재조명되었다.

## 출연진
- 벨라 루고시
- 에드워드 D.  우드 주니어
- 티머시 패럴
- 덜로리스 풀러
- “토미” 헤인스
- 라일 탤벗